# ジョン・コーウェン

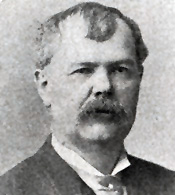
ジョン・コーウェン

ジョン・キッシグ・コーウェン（John Kissig Cowen, 1844年10月28日 - 1904年4月26日）は、アメリカ合衆国の実業家、政治家。

## 生涯
1844年10月、コーウェンはオハイオ州ホームズ郡ミラーズバーグ近郊で生まれた。コーウェンは同州フレデリックスバーグとヘイズビルの公立学校で学んだ後、1866年にプリンストン大学を卒業した。その後1868年にミシガン大学法学部で法律を学び、1868年にオハイオ州から弁護士の認可を受けた。ミシガン大学卒業後、コーウェンはオハイオ州リッチランド郡マンスフィールドで弁護士業を開業した。
コーウェンはホームズ郡の地方検察官を経た後、1872年2月にメリーランド州ボルティモアへ移住し、ボルティモア・アンド・オハイオ鉄道の法律顧問に着任した。その後コーウェンは1876年から1896年まで同社の総合弁護士を務め、1896年1月から1901年6月までは同社の社長を務めた。
またコーウェンは、1894年に民主党から下院議員選挙への出馬を打診された。その要請を受諾したコーウェンはメリーランド州第4選挙区からアメリカ合衆国下院議員選挙に立候補し、当選を果たした。コーウェンは1895年3月から1897年3月]まで下院議員を務め、第54回アメリカ合衆国議会に参加した。コーウェンは2期目の下院議員を望んだが、1896年の下院議員選挙において民主党からの指名を得ることはできなかった。
1904年4月、コーウェンはイリノイ州シカゴにおいて死去した。コーウェンの遺体はオハイオ州ホームズ郡ミラーズバーグのオーク・ヒル墓地に埋葬された。